# Сепетчилер
Сепетчилер (на гръцки: Καλαθάς, Калатас, до 1926 година Σεπετσιλέρ, Сепечелер) е бивше село в Гърция, разположено на територията на дем Места (Нестос), административна област Източна Македония и Тракия.

## География
Сепетчилер е било разположено на 660 m надморска височина в Урвил, на 4 km източно от Платамонас (Оладжак).

## История

### В Османската империя
В XIX век Сепетчилер е турско село в Саръшабанската каза на Османската империя. На австро-унгарската военна карта е отбелязано като Сепетчилер (Sepetčiler). Съгласно статистиката на Васил Кънчов („Македония. Етнография и статистика“) към 1900 година Сепетчилеръ е турско селище и в него живеят 130 турци.

### В Гърция
В 1913 година селото попада в Гърция след Междусъюзническата война. През 20-те години турското му население се изселва по споразумението за обмен на население между Гърция и Турция след Лозанския мир и на негово място в селото (Σεπετδζιλέρ) са заселени 17 семейства гърци бежанци, или 63 души. В 1926 година името му е сменено на Калатас.
Българска статистика от 1941 година показва 75 жители.
Селото се разпада по време на Гражданската война (1946 – 1949).
| Година    | 1913 | 1920 | 1928 | 1940 | 1951 | 1961 | 1971 | 1981 | 1991 | 2001 | 2011 | 2021 |
| --------- | ---- | ---- | ---- | ---- | ---- | ---- | ---- | ---- | ---- | ---- | ---- | ---- |
| Население | 247  | 146  | 61   | 75   |      |      |      |      |      |      |      |      |